# مبارک العالی
مبارک العالی (عربی: مبارك عنبر أمان العلي؛ زادهٔ ۱ ژانویهٔ ۱۹۵۴) بازیکن فوتبال اهل قطر است.

## باشگاهی
از باشگاه‌هایی که در آن بازی کرده‌است می‌توان به السد و القطر اشاره کرد.

## تیم ملی
وی به همراه تیم ملی فوتبال قطر در بازی‌های المپیک تابستانی ۱۹۸۴ شرکت کرده است.